# Digita ampullai
Digita ampullai là một loài bướm đêm thuộc họ Erebidae. Nó được tìm thấy ở Đài Loan.
Con trưởng thành bay từ tháng 3 đến tháng 12, probably in several generations.
Sải cánh dài 9–10 mm. 